# Девід Гесс
Девід Гесс (19 вересня 1936 — 7 жовтня 2011) — американський актор, співак і автор пісень.

## Біографічні відомості
Народився в Нью-Йорку. Музичну кар'єру розпочав у 1956 році, записавши пісню «All Shook Up», яку високо оцінив Елвіс Преслі. Впродовж наступних років він писав пісні на замовлення Елвіса Преслі (серед них — «I Got Stung», «Come Along», і «Sand Castles». «Your Hand, Your Heart, Your Love») та інших виконавців. 1962 року він став автором пісні «Speedy Gonzales» (під псевдонімом Девід Данте), що посіла 6-у сходинку в американському і 2-у — в британському хіт-парадах. У 1970-х працював на студії Mercury Records, разом з Джоном Корільяно створив оперу «гола Кармен» (Naked Carmen), за яку автори отримали премію Ґреммі.
З 1972 року Девід Гесс розпочав акторську кар'єру. До кінця свого життя Гесс зіграв більш ніж у 20 фільмах, більш ніж до 10 фільмів написав музику і 6 разів виступав як директор або продюсер картини. Помер в Каліфорнії у 75-річному віці внаслідок інфаркту.

## Фільмографія
| Рік  | Назва                                     | Роль                    | Примітки                   |
| ---- | ----------------------------------------- | ----------------------- | -------------------------- |
| 1970 | Cold Sweat                                | Michel Constantin       | Озвучення; не підтверджено |
| 1972 | Останній будинок ліворуч                  | Krug Stillo             |                            |
| 1976 | Potato Fritz                              | Sleeve                  |                            |
| 1976 | The Swiss Conspiracy                      | Sando                   |                            |
| 1977 | Yung chun ta hsiung                       |                         | Голос                      |
| 1977 | Autostop rosso sangue                     | Adam Konitz             |                            |
| 1979 | Avalanche Express                         | Geiger                  |                            |
| 1980 | The House on the Edge of the Park         | Alex                    |                            |
| 1982 | Болотяна істота                           | Ferret                  |                            |
| 1983 | White Star                                | Frank                   |                            |
| 1986 | Озброєний і небезпечний                   | Gunman #4               |                            |
| 1986 | Let's Get Harry                           | Mercenary               |                            |
| 1987 | Camping del Terrore                       | Robert Ritchie          | знаний як Body Count       |
| 1989 | Sindrome veneziana                        |                         |                            |
| 1991 | Omicidio a luci blu                       | Sergeant Flanagan       |                            |
| 1991 | Buck ai confini del cielo                 | Dan                     |                            |
| 1995 | Jonathan degli orsi                       | Maddock                 |                            |
| 2001 | Nutcracker                                | John Gard/Clyde Fairfax |                            |
| 2004 | Zombie Nation                             | Aaron Singer III        |                            |
| 2005 | Zodiac Killer                             | Mel Navokov             |                            |
| 2006 | The Absence of Light                      | Whiplash                |                            |
| 2006 | Fallen Angels                             | Kajal                   |                            |
| 2007 | Go Together                               | Aldo Modisco            |                            |
| 2007 | Used                                      | Aldo Modisco            |                            |
| 2009 | Smash Cut                                 | Able Whitman            |                            |
| 2011 | The Beautiful Outsiders                   | Mancini                 | In-production              |
| 2012 | The House That Wept Blood                 | Detective Marsh         |                            |
| 2012 | The House on the Edge of the Park Part II | Alex                    | Pre-production             |
| 2012 | Manson Rising                             | Alvin Karpis            | Pre-production             |

| Рік  | Назва                                   | Роль            | Примітки                                                      |
| ---- | --------------------------------------- | --------------- | ------------------------------------------------------------- |
| 1976 | 21 Hours in Munich                      | Berger          | телевізійний фільм                                            |
| 1977 | Baretta                                 | Bosco           | Епізод: «All That Shatters»                                   |
| 1981 | Jacqueline Susann's Valley of the Dolls | Robaire         | телевізійний фільм                                            |
| 1983 | Knight Rider                            | Donny           | Епізод: «Short Notice»                                        |
| 1983 | Manimal                                 | William         | Епізод: «Illusion»                                            |
| 1985 | Sadat                                   | Israeli Soldier | телевізійний фільм                                            |
| 1985 | The Fall Guy                            |                 | Епізод: «Reel Trouble»                                        |
| 1986 | The A-Team                              |                 | Епізод: «Dishpan Man»                                         |
| 1989 | Oceano                                  | Kruger          | Телевізійний міні-серіал                                      |
| 1991 | Die Kaltenbach-Papiere                  |                 | Телевізійний міні-серіал                                      |
| 1997 | Noi siamo angeli                        | Manuel Delgado  | Episodes: «Due facce da galera», «La fortuna piove dal cielo» |
| 2010 | Royal Pains                             | Bob Ambrose     | Episode: «In Vino Veritas»                                    |

| Рік  | Назва                                                    | Роль                | Примітки       |
| ---- | -------------------------------------------------------- | ------------------- | -------------- |
| 1980 | To All a Good Night                                      | Директор            |                |
| 1996 | Niki de Saint Phalle: Wer ist das Monster — du oder ich? | Продюсер            | Документальний |
| 1999 | The Green Monster                                        | Продюсер            | Документальний |
| 2004 | Zombie Nation                                            | Виконавчий директор |                |
| 2010 | Steel Drums, No Guns                                     | Директор, продюсер  | документальний |
| 2011 | Sketchy House                                            | Виконавчий директор |                |

| рік  | Назва                          | Примітки                                                                           |
| ---- | ------------------------------ | ---------------------------------------------------------------------------------- |
| 1964 | The Ed Sullivan Show           | Автор саундтреку: «Speedy Gonzalez»; епізоди: сезон 17, епізод 21; не підтверджено |
| 1966 | Frankie and Johnny             | Автор саундтреку: «Come Along»; не підтверджено                                    |
| 1966 | Paradise, Hawaiian Style       | Автор саундтреку: «Sand Castles»                                                   |
| 1972 | Last House on the Left         | Автор саундтреку тиа виконавець                                                    |
| 1989 | Cold Justice                   | композитор                                                                         |
| 1989 | Roger & Me                     | композитор                                                                         |
| 1993 | Lo Kolel Sherut                | Автор саундтреку; episode: season 3, episode 8                                     |
| 2002 | Лихоманка                      | Автор саундтреку, performer: various                                               |
| 2003 | Celluloid Crime of the Century | Документальний                                                                     |
| 2008 | Manhunt                        | Автор саундтреку, виконавець                                                       |
| 2009 | Melancholie der Engel          |                                                                                    |
| 2011 | Sketchy House                  | композитор, виконавець                                                             |

## Цікаві факти
Пісня "Speedy Gonzales" (а саме, її приспів-гук «ла-ла-ла-ла-ла-ла-ла», а також хід е — е — в — с, який передує цьому гуку в коді) імовірно стала музичною основою українського хіта «Путін — хуйло». Раніше цей же гук неодноразово використовувався, зокрема у відомому шлягері Елтона Джона і Берні Топіна «Крокодиловий Рок», а також у пісні «Гімн СРСР» колишнього харківського гурту «5'nizza».